# Vîbranivka, Jîdaciv
Vîbranivka (în ucraineană Вибранівка) este localitatea de reședință a comunei Vîbranivka din raionul Jîdaciv, regiunea Liov, Ucraina.

## Demografie
Componența lingvistică a localității Vîbranivka
     Ucraineană (99,86%)
     Alte limbi (0,14%)
Conform recensământului din 2001, majoritatea populației localității Vîbranivka era vorbitoare de ucraineană (99,86%), existând în minoritate și vorbitori de alte limbi.